# Swift (Schiff, 1910)
Die Swift, auch HMS Swift,  war ein Einzelschiff, das nach Vorstellungen des Ersten Seelords, Admiral „Jackie“ Fisher, entwickelt wurde. Nach dessen Anforderungen an ein Schiff von etwa 900 Tonnen Verdrängung, 320 Fuß Länge und 36 Knoten Höchstgeschwindigkeit im Oktober 1904 reichten Cammell Laird, Thornycroft, Fairfields, John Brown und Armstrong Whitworth Vorschläge ein. Mitte Dezember 1905 wurde dann ein Auftrag an Cammell Laird vergeben und die Swift gebaut, die umfassend getestet wurde.
Obwohl als Prototyp einer Klasse neuer Flottillenführer gedacht, wurden bis 1914 keine weiteren Schiffe dieses Typs gebaut, da die Bewaffnung als zu schwach galt, die Geschwindigkeitsvorstellungen nicht realisiert wurden und die Kosten zu hoch waren.
Zu Beginn des Ersten Weltkriegs diente die Swift bei der Grand Fleet als Führerboot der 4. Zerstörerflottille. Das Wetter im Winter in der nördlichen Nordsee erwies sich als zu belastend für das Schiff, so dass es ab Frühjahr 1915 der „Dover Patrol“ zugewiesen wurde, wo es bis zum Kriegsende Dienst tat.

## Baugeschichte
Die Swift entstand nach einer Forderung des Ersten Seelords, Admiral Fisher, nach einem großen, ozeanfähigen Zerstörer, der Zerstöreraufgaben und Aufklärungsaufgaben für eine Schlachtflotte übernehmen könnte. Die Vorstellungen Fishers (320 Fuß lang, 900 Tonnen Verdrängung, 36 Knoten) wurden im Oktober 1904 von den zivilen Hauptbauwerften (Cammell Laird, Thornycroft, Fairfield, John Brown und Armstrong) mit Vorschlägen beantwortet. Die aufgeforderten Werften hatten Schwierigkeiten, die Anforderungen umzusetzen. Ein von Armstrong vorgelegter Entwurf sollte £ 284.000 kosten, im Vergleich zu £ 139.881 für einen Zerstörer der Tribal-Klasse (HMS Afridi).
Schließlich entschied die Admiralität Mitte Dezember 1905, Cammell Laird einen Bauauftrag für ein Schiff von 340 ft Länge und 1680 Tonnen Verdrängung zu geben, das mit vier einzelnen 4 Zoll-102 mm-Mark VIII-Geschützen und zwei 18 Zoll-Torpedorohren bewaffnet und von einer ölgefeuerten 30.000 PSi Parsons-Turbinenanlage auf vier Wellen angetrieben werden sollte. Der Preis sollte £ 236.000 betragen, und als Name war Flying Scud vorgesehen (im April 1906 auf Swift geändert). Die Kiellegung des Schiffes erfolgte im Dezember 1906, und es lief am 7. Dezember 1907 vom Stapel.
Der Vertrag mit der Admiralität enthielt den Zusatz einer Prämie von £ 18.000 für jeden erreichten Knoten über 36 Knoten. Die Meilenfahrten der Swift vor Skelmorlie im März 1909 litten unter einer Vielzahl von Ausfällen und führten nur zu 35,099 Knoten als erreichter Höchstgeschwindigkeit. Dazu kam ein exorbitant hoher Treibstoffverbrauch von 27,5 Tonnen/Stunde bei einem Vorrat von nur 180 Tonnen. Bei weiteren Tests bis September 1909 wurden 26 verschiedene Schraubenentwürfe getestet, um die geforderte Geschwindigkeit von 36 Knoten zu erreichen. Die  Admiralität akzeptierte schließlich das Schiff für £ 236.764, von denen allerdings £ 44.240 wegen der nicht erreichten Vertragsgeschwindigkeit und der späten Fertigstellung in Abzug gebracht werden sollten. Nach Verhandlungen mit dem Hersteller wurden die Abzüge schließlich auf £ 5000 reduziert. Entgegen den tatsächlich erreichten Geschwindigkeiten wurde der Swift in der Presse eine Geschwindigkeit von 38 Knoten zugeschrieben.
Obwohl als Prototyp einer Klasse gebaut, wurden bis 1914 keine weiteren Flottillenführer in Auftrag gegeben. Anders als andere Ideen Fishers, wie die Dreadnought oder die Indomitable, die den Schlachtschiffs- und Schlachtkreuzer-Bau aller großen Flotten veränderten, hatte die Swift keinen ähnlichen Einfluss auf die Kriegsschiffsbauentwicklung. In der Royal Navy wurden Zerstörer ähnlicher Größe erst mit der zweiten Tribal-Klasse von 1938 in Auftrag gegeben, denen allerdings schon Großzerstörer anderer Marinen vorangegangen waren.

## Kriegseinsatz
Zu Beginn des Ersten Weltkriegs diente die Swift bei der Grand Fleet als Führerboot der 4. Zerstörerflottille. Am 15. Oktober 1914 wurde sie nach der Versenkung des Kreuzers Hawke mit den Zerstörern Contest und Christopher zur Rettung von Überlebenden entsandt. Die meisten der 65 Überlebenden waren allerdings zuvor schon von einem zufällig passierenden norwegischen Frachter gerettet worden.
Das Wetter im Winter in der nördlichen Nordsee erwies sich für die in ihren Verbänden leicht gebaute Swift als zu belastend, so dass sie im Frühjahr 1915 der „Dover Patrol“ zugewiesen wurde. 1916 wurde die Swift umfassend überholt und dabei wurden die beiden vorderen 4-Zoll-Geschütze durch ein einzelnes 6-Zoll-Geschütz ersetzt. Sie war der einzige Zerstörer der Royal Navy, der je eine Kanone dieses Kalibers erhielt. Dazu war ihr Vorschiff erheblich verstärkt worden, um das Gewicht und den Rückstoß der Waffe aushalten zu können.

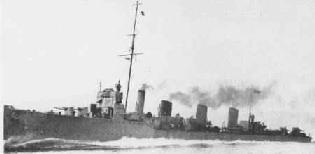
HMS Broke

Die modernisierte Swift führte in der Nacht vom 20. zum 21. April 1917 auf einer Routinekontrollfahrt unter Ambrose Peck zusammen mit der HMS Broke unter Edward Evans ein Gefecht mit sechs deutschen Torpedobooten am Zugang zur Straße von Dover nahe der Goodwin Sands, die in der Nacht Dover beschossen hatten. In einem unübersichtlichen Gefecht, dem Zweiten Seegefecht im Kanal, versenkte die Swift das deutsche Boot G 85, kommandiert von Kapitänleutnant Hans-Heinrich Stobwasser, mit einem Torpedo (83 Tote), während die Broke das von Bernd von Arnim befehligte G 42 rammte. Schließlich kam die Broke schwer beschädigt wieder frei und G 42 sank mit 36 Toten. Die Swift verfolgte anfangs die fliehenden deutschen Boote, erhielt einige Artillerietreffer vom Torpedoboot S 53 und konnte die Geschwindigkeit dann nicht mehr halten. Sie drehte ab, um die Broke zu unterstützen und rettete einen Teil der Besatzung des sinkenden G 42. Auf der Swift gab es nur geringe Verluste: Ein Mann war gefallen und fünf waren verwundet worden. Das 6-Zoll-Geschütz bewährte sich nicht im Gefecht und wurde wieder durch zwei 4-Zoll-Geschütze ersetzt. Die Reparatur der Gefechtsschäden und der Rückbau dauerten bis zum Juli 1917.
Im Frühjahr 1918 nahm die Swift als Teil der Sicherungsflottille am Überfall auf Zeebrügge und Ostende teil.

## Ende
Bei Kriegsende wurde die Swift außer Dienst gestellt und im Dezember 1921 wie eine Vielzahl anderer überflüssig gewordener Boote der Royal Navy verkauft, um verschrottet zu werden.